# Wersebe

Wappen derer von Wersebe

Wersebe, bis zum Ende des 16. Jahrhunderts auch Wersabe, ist der Name eines bremischen Uradelsgeschlechts. Zweige der Familie bestehen bis heute fort.

## Geschichte

Rittergut Wersebe in Meyenburg (1903)

Das Geschlecht entlehnt seinen Namen von ihrem gleichnamigen Stammsitz Wersabe und erscheint zuerst urkundlich mit Luderus de Wersebe am 1. April 1189. Die geschlossene Stammreihe beginnt mit Christian de Wersabe, welcher im Jahre 1248 urkundlich genannt wurde.
Das Rittergut Wersebe in Meyenburg wurde erstmals 1309 als Wasserburg errichtet; es befindet sich bis heute im Familienbesitz. Die Gründung der Burg soll der Überlieferung nach Ende des 13. Jahrhunderts erfolgt sein, als ein Wersebe auf die hohe Geest am Rande der Marsch zog, um hier als Lehnsmann des Bremer Erzbischofs Schutz für Südosterstade und die Kolonisierung der Niederung zu übernehmen. Das heutige Herrenhaus des Ritterguts wurde nach seiner Zerstörung 1429 im Jahre 1504 neu errichtet.
Luder von Wersebe nahm 1325 an den Räubereien an der Elbmündung an der Seite Johannes II. von Stotel teil. Clamor von Wersabe war im Jahre 1603 Domherr in Minden. Die Wersebe stellten auch mehrfach Vögte auf der Burg zu Hagen im Bremischen, wo ein Mausoleum besteht. Für wenige Jahrzehnte ab dem Jahr 1666 war Franz Wersabe im Besitz von Overvelddingen, wo er auch seinen Wohnsitz nahm, sowie der zum Gladbecker Abdinghof gehörenden Güter.
1537 wurde erstmals das Gut Neuenhausen im Bremischen urkundlich erwähnt. Der letzte dortige Burgherr von Wersebe plante 1809 einen Aufstand gegen Napoléon Bonaparte.
Herleshausen in Hessen, nahe der thüringischen Grenze, kam im 17. Jahrhundert als Lehen der Landgrafen von Hessen-Kassel an die Wersebe, mit Sitz auf dem heutigen Schloss Augustenau. Nachdem diese Linie ausgestorben war, fiel das Lehen heim und 1678 wurde es von Landgraf Karl an seinen Bruder Philipp abgetreten.
Mehrere Glieder der Familie taten sich als Offiziere verschiedener europäischer Armeen hervor. 1901 erfolgte die Österreichische Prävalierung des bisher geführten Freiherrentitels in der Eigenschaft eines ausländischen für den K.u.K. Kammerherrn, Geheimen Rat und General der Kavallerie Gustav von Wersebe bzw. 1905 für dessen Bruder K.u.K. Generalmajor z.D. und Erbherr auf Bacskò in Ungarn Hartwig von Wersebe.

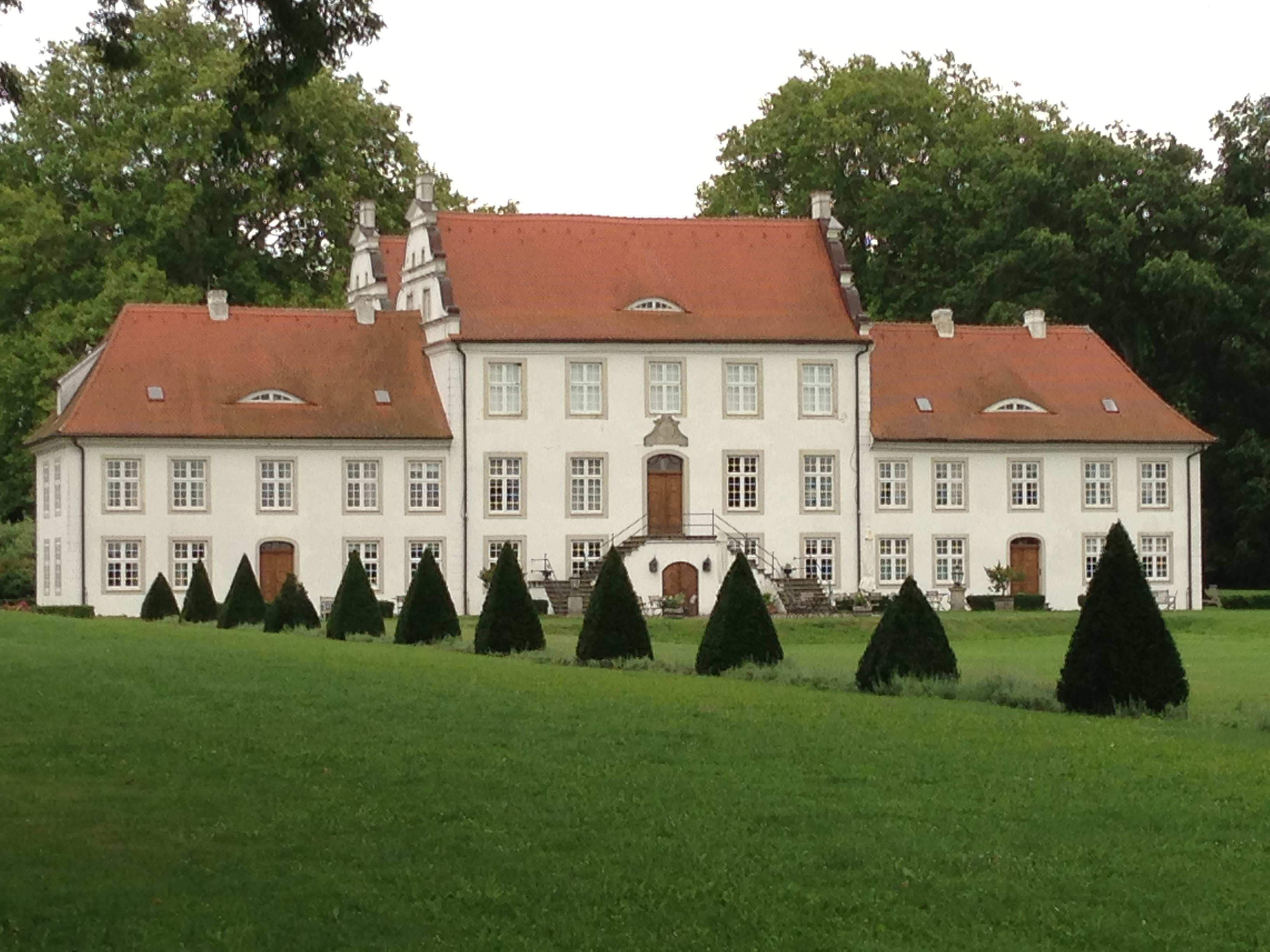
Das Herrenhaus auf Gut Boldevitz auf Rügen

## Besitz
- im ehemaligen Erzstift und Herzogtum Bremen: Axstedt, Bokel, Cassebruch, Harrendorf, Holte, Langwedel, Liethenhoff, Loppersum, Lübberstedt, Meyenburg, Neuenhausen, Sandstedt, Overvelddingen, Uthleda, Voslohe, Woldhöfen und Wurthfleth
- in Hessen: Herleshausen
- auf Rügen (Vorpommern): Gutshaus Boldevitz (seit 1993)

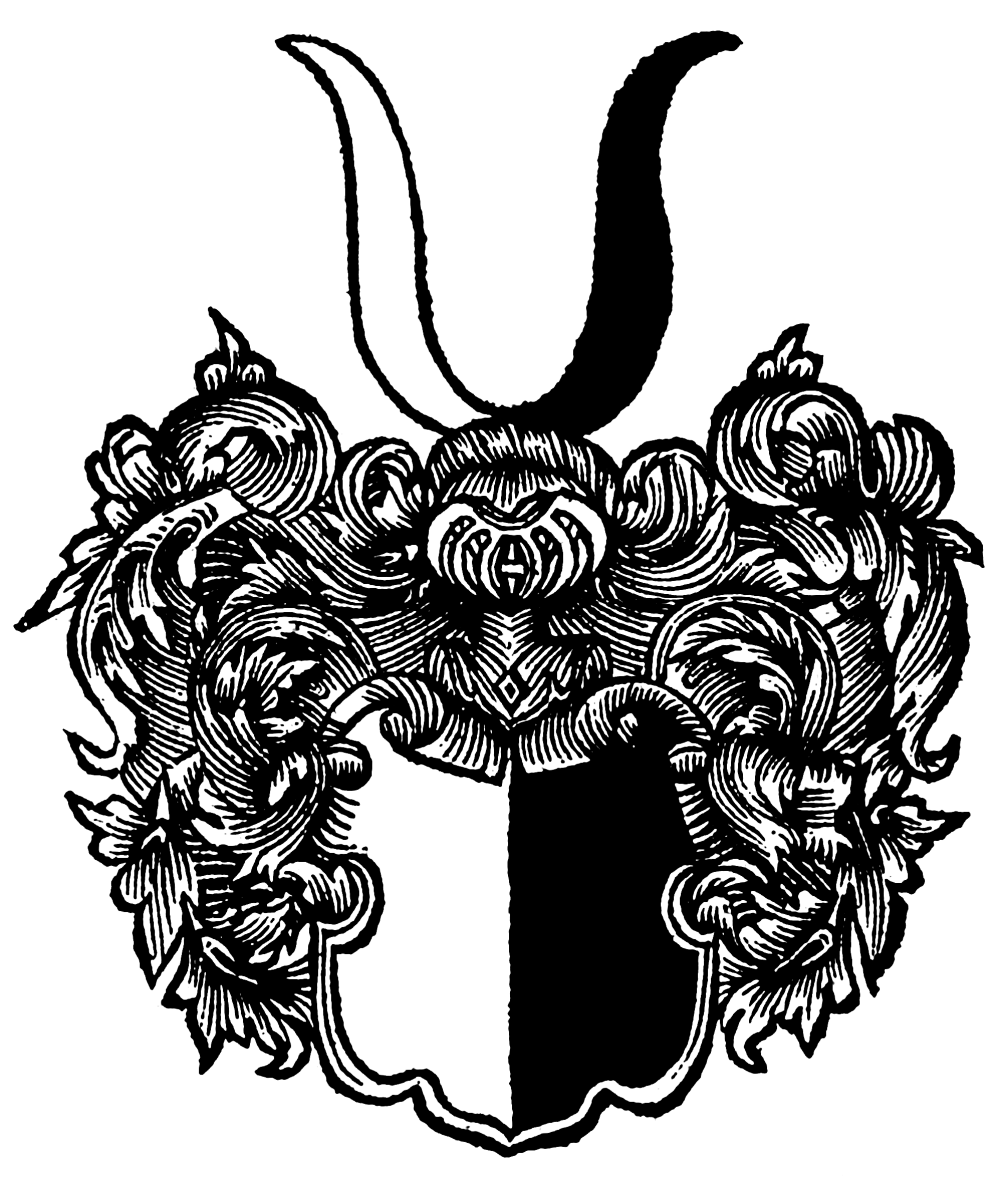
Wappen aus Luneburg Mushard, Monumenta nobilitatis antiquae familiarum illustrium, in ducatibus Bremensi & Verdensi

## Wappen
Das Stammwappen zeiget einen von Silber und Schwarz gespaltenen Schild. Auf dem Helm mit schwarz-silbernen Decken zwei Büffelhörner, das rechte silbern, das linke schwarz.

## Bekannte Familienmitglieder
- Wolf Heinrich von Wersebe (⚔ 1626), Dänischer Oberst, gefallen in der Schlacht bei Lutter
- Heinrich von Wersabe, Erbherr auf Loppersum, 1687–1696 Präsident der Ostfriesischen Landschaft
- Hans Melchior von Wersebe, (1747–1782), Kurhannoverscher Offizier, 1776 Generalmajor, 1782 Inhaber des Ratzeburgischen Garnisonregiments
- Anton Diedrich von Wersebe (1747–1798), Königlich-Großbritannischer Hauptmann
- August von Wersebe (1751–1831), Verwaltungsjurist, Historiker und Autor, vgl. den Artikel in der ADB
- Friedrich von Wersebe (1784–1841), 1838–1840 Landdrost der Landdrostei Aurich
- Hartwig von Wersebe (1838–1913), 1884–1890 Regimentskommandant des Dragoner-Regiment Nr. 4 und K.u.K. Generalmajor z.D.
- Gustav von Wersebe (1834–1913), K.u.K. General der Kavallerie, Kammerherr und Geheimer Rat des frühen 20. Jahrhunderts
- Hartwig von Wersebe (1879–1968), deutscher Opernsänger